# Вожерокса
Вожерокса (Саражка) — река в России, протекает в восточной части Подпорожского района Ленинградской области.
Течёт сначала на восток вдоль автодороги Р37, вблизи границы с Вытегорским районом Вологодской области поворачивает на север, пересекает Р37, затем Р19 и впадает в Онежский обводный канал. Длина реки составляет 15 км. Населённых пунктов на берегах нет.

## Данные водного реестра
По данным государственного водного реестра России относится к Балтийскому бассейновому округу, водохозяйственный участок реки — Бассейн Онежского озера без рр. Шуя, Суна, Водла и Вытегра, речной подбассейн реки — Свирь (включая реки бассейна Онежского озера). Относится к речному бассейну реки Нева (включая бассейны рек Онежского и Ладожского озера).
Код объекта в государственном водном реестре — 01040100612102000017994.